# 학술기요

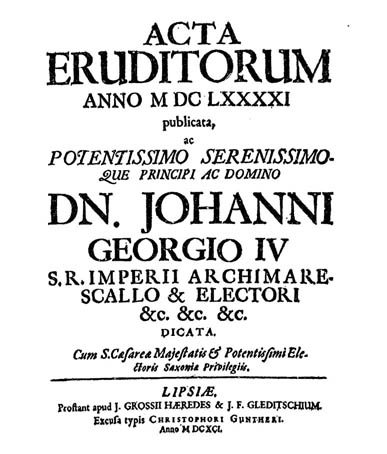

《학술기요》(學術紀要), 또는 《악타 에루디토룸》(라틴어: Acta Eruditorum)은 독일 최초의 과학 학술지로, 1682년부터 1782년까지 발행되었다.

## 역사
《학술기요》는 최초의 편집장 오토 멩케와 고트프리트 라이프니츠가 1682년 라이프치히에서 처음으로 발행하였다.  요한 프리드리히 글레디치가 출판하였으며, 프랑스의 Journal des savants 이탈리아의 Giornale de'letterati의 형식을 따라서 만들었다. 《학술기요》는 라틴어로 편집된 월간지로, 새로운 저술, 평론, 짧은 수필과 기록에서 발췌한 내용을 담았다. 내용의 대부분은 자연과학과 수학에 관한 것이었다. 창간 이래 라이프니츠 이외에도 야코프 베르누이, 험프리 디턴, 레온하르트 오일러, 에렌프리트 발터 폰 치른하우스, 피에르시몽 라플라스, 제롬 랄랑드와 같은 저명한 과학자들이 이 학술지를 통해 연구를 발표하였으며, 바이트 루트비히 폰 제켄도르프, 슈테판 버글러, 크리스티안 토마지우스, 크리스티안 볼프와 같은 인문학자와 철학자 또한 발표하였다.
멩케가 아이작 뉴턴과 한 차례 편지와 출판물을 교류한 적은 있지만 뉴턴은 《학술기요》에 기고하지 않았다. 뉴턴과 라이프니츠 사이의 미적분의 발견에 관한 논쟁은, 라이프니츠가 만든 유럽 최고의 수학자 목록에서 제외되어 기분이 상한 파티오 드 딜리에가 뉴턴이 라이프니츠 이전에 미적분을 발견했으며, 라이프니츠가 아마 뉴턴의 업적에 기댔을 것이라는 발표에 대해 라이프니츠가 반박하고자 《학술기요》 1697년 5월호에 기고한 글에서 시작한다. 이어지는 신랄한 논쟁에서 《학술기요》는 라이프니츠 진영을 입장을 대변하는 매체였으며, 뉴턴의 경우는 《왕립사회회보》였다. 멩케는 과열된 논쟁을 누그러뜨리려했으나 양측의 반박은 너무나 격렬하였다. H. 레븐은 다음과 같이 설명하였다. "멩케가 결정권을 가질 힘은 없었지만, 적어도 풍조를 확립하는 데는 최선을 다했다." 이 논쟁은 《학술기요》가 국제적 영향력의 범위 내에서 국가적 단결의 지각을 표현하고 독일의 학문을 정의하는 데 영향을 미쳤다.
오토 멩케의 죽음 이후 《학술기요》는 그의 아들 요한 부르크하르트 멩케가 1732년 죽기 전까지 편집장을 맡게 되었다. 학술지는 《신성학술기요》(新星學術紀要, 노바 악타 에루디토룸;Nova Acta Eruditorum)으로 이름을 바꾸었다. 1756년부터 칼 안드레아스 벨이 편집을 총괄하였다.

## 참고 문헌
- H. Laeven, "The "Acta Eruditorum" under the Editorship of Otto Mencke. The History of an International Learned Journal between 1682 and 1707", trans. L. Richards, Amsterdam: APA-Holland University Press, 1990. Electronic version available through repository of University Library Nijmegen.
- A.H. Laeven and L.J.M. Laeven-Aretz, "The authors and reviewers of the Acta Eruditorum 1682-1735", Molenhoek, The Netherlands, 2014. [electronic publication]. Identifies and lists all authors and reviewers of individual contributions between 1882 and 1735. Available through repositories of University Library Leipzig and University Library Nijmegen.
- (Nova) Acta Eruditorum: table of contents, 1682-1776